# Прітан Боспорський
Прітан (рік народження невідомий — 309 до н. е.) — боспорський цар в 309 р. до н. е., син Перісада I, брат царя Сатира II.

## Правління
Після загибелі і поховання Сатира II, його армія, якою тимчасово командував начальник найманців Меніск, відступила до міста Гаргазу. Євмел, брат Прітана, пропонував розділити царство, але Прітан не звернув на це належної уваги. Залишивши в Гаргазі гарнізон, він відбув в Пантікапей.
Скориставшись його відсутністю, Євмел з Аріфарном захопили Гаргазу і ще кілька населених пунктів. Прітан виступив з армією їм назустріч, але в битві на березі Азовського моря зазнав поразки. Прітан вступив у мирні переговори і змушений був відмовитися від царської влади. Йому було збережено життя.

## Смерть
Передавши царську владу і військо Євмелу, Прітан повернувся в Пантікапей. Тут він незабаром спробував повернути собі царську владу, але зазнав невдачі. Після цього він втік до міста Кепи, де і був убитий.